# Epitranus ferrugineus
Epitranus ferrugineus är en stekelart som först beskrevs av Cameron 1912.  Epitranus ferrugineus ingår i släktet Epitranus och familjen bredlårsteklar. Inga underarter finns listade i Catalogue of Life.